# Ardisia nigropilosa
Ardisia nigropilosa Pit. – gatunek roślin z rodziny pierwiosnkowatych (Primulaceae). Występuje naturalnie w północnym Wietnamie i południowych Chinach (w południowym Junnanie). 

## Morfologia
PokrójZimozielony krzew dorastający do 3 m wysokości.
LiścieBlaszka liściowa ma lancetowaty kształt. Mierzy 12–24 cm długości oraz 3,5–7 cm szerokości, jest całobrzega, ma nasadę niemal w kształcie ucha i ostry lub spiczasty wierzchołek. Ogonek liściowy jest nagi i ma 3–5 mm długości.
KwiatyZebrane w wiechach o 7–10 cm długości, wyrastają z kątów pędów lub niemal na ich szczytach. Mają działki kielicha o trójkątnie lancetowatym kształcie i dorastające do 1–2 mm długości. Płatki są owalne i mają różową barwę.
OwocPestkowce mierzące 4-5 mm średnicy, o kulistym kształcie i czerwonej barwie.

## Biologia i ekologia
Rośnie w lasach oraz na brzegach cieków wodnych i terenach bagnistych. Występuje na wysokości około 500 m n.p.m.